# Distretti urbani di Wuppertal

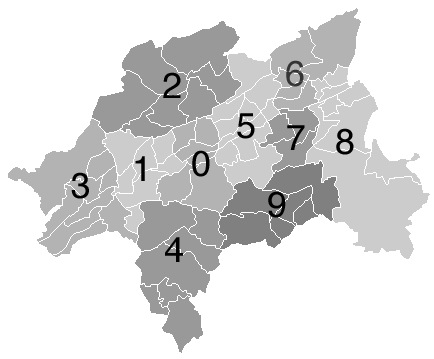
I 10 distretti urbani (Stadtbezirk) di Wuppertal

Wuppertal è suddivisa in 10 distretti urbani (Stadtbezirk):
|   | Nome                  | Superficie (km²) | Abitanti |
| 0 | Elberfeld             | 11,07            | 65.153   |
| 1 | Elberfeld-West        | 10,37            | 27.525   |
| 2 | Uellendahl-Katernberg | 25,91            | 37.879   |
| 3 | Vohwinkel             | 20,42            | 31.431   |
| 4 | Cronenberg            | 21,50            | 21.691   |
| 5 | Barmen                | 15,44            | 58.498   |
| 6 | Oberbarmen            | 12,57            | 42.248   |
| 7 | Heckinghausen         | 5,66             | 21.073   |
| 8 | Langerfeld-Beyenburg  | 29,40            | 25.185   |
| 9 | Ronsdorf              | 16,05            | 21.685   |

(dati del 31-12-2008)

## Suddivisione in quartieri (Quartier)
Ogni distretto è suddiviso in più quartieri.
Ad ogni quartiere è associato un codice numerico.
Il numero complessivo dei quartieri è di 69:
- 0 Elberfeld, con i quartieri:
  - 00 Elberfeld-Mitte
  - 01 Nordstadt
  - 02 Ostersbaum
  - 03 Südstadt
  - 04 Grifflenberg
  - 05 Friedrichsberg
- 1 Elberfeld-West, con i quartieri:
  - 10 Sonnborn
  - 11 Varresbeck
  - 12 Nützenberg
  - 13 Brill
  - 14 Arrenberg
  - 15 Zoo
  - 16 Buchenhofen
- 2 Uellendahl-Katernberg, con i quartieri:
  - 20 Uellendahl-West
  - 21 Uellendahl-Ost
  - 22 Dönberg
  - 23 Nevigeser Str
  - 24 Beek
  - 25 Eckbusch
  - 26 Siebeneick
- 3 Vohwinkel, con i quartieri:
  - 30 Vohwinkel-Mitte
  - 31 Osterholz
  - 32 Tesche
  - 33 Schöller-Dornap
  - 34 Lüntenbeck
  - 35 Industriestr
  - 36 Westring
  - 37 Höhe
  - 38 Schrödersbusch
- 4 Cronenberg, con i quartieri:
  - 40 Cronenberg-Mitte
  - 41 Küllenhahn
  - 42 Hahnerberg
  - 43 Cronenfeld
  - 44 Berghausen
  - 45 Sudberg
  - 46 Kohlfurth
- 5 Barmen, con i quartieri:
  - 50 Barmen-Mitte
  - 51 Friedrich-Engels-Allee
  - 52 Loh
  - 53 Clausen
  - 54 Rott
  - 55 Sedansberg
  - 56 Hatzfeld
  - 57 Kothen
  - 58 Hesselnberg
  - 59 Lichtenplatz
- 6 Oberbarmen, con i quartieri:
  - 60 Oberbarmen-Schwarzbach
  - 61 Wichlinghausen-Süd
  - 62 Wichlinghausen-Nord
  - 63 Nächstebreck-Ost
  - 64 Nächstebreck-West
- 7 Heckinghausen, con i quartieri:
  - 70 Heckinghausen
  - 71 Heidt
  - 72 Hammesberg
- 8 Langerfeld-Beyenburg, con i quartieri:
  - 80 Langerfeld-Mitte
  - 81 Rauental
  - 82 Jesinghauser Str
  - 83 Hilgershöhe
  - 84 Löhrerlen
  - 85 Fleute
  - 86 Ehrenberg
  - 87 Beyenburg-Mitte
  - 88 Herbringhausen
- 9 Ronsdorf, con i quartieri:
  - 90 Ronsdorf-Mitte/Nord
  - 91 Blombach-Lohsiepen
  - 92 Rehsiepen
  - 93 Schenkstr
  - 94 Blutfinke
  - 95 Erbschlö-Linde